# Macho Man (album)
Macho Man è il secondo album in studio del gruppo musicale statunitense Village People, pubblicato il 27 febbraio 1978.
L'album ottenne successo grazie all'omonimo singolo che salì al venticinquesimo posto nella Billboard Hot 100.

## Tracce
1. Macho Man – 5:14
2. I Am What I Am – 5:38
3. Key West – 5:46
4. Medley: Just a Gigolo/I Ain't Got Nobody – 4:36
5. Sodom and Gomorrah – 6:17